# Angriff bei Temes Kubin
Der Angriff bei Temes Kubin (heute: Kovin in Serbien) hat nie stattgefunden.
Außenminister Berchtold berichtete Kaiser Franz Joseph am 27. Juli 1914 von einem solchen Angriff, bevor dieser die Kriegserklärung an das Königreich Serbien unterzeichnete.

## Der Angriff und die Kriegserklärung an Serbien
Nach dem Attentat von Sarajewo hatte Serbien ein von Österreich-Ungarn gestelltes Ultimatum aus Sicht der k.u.k-Monarchie nur unzureichend beantwortet. Außenminister Leopold Berchtold legte dem Kaiser am 27. Juli 1914 in Bad Ischl die bereits um den 20. Juli vorbereitete Kriegserklärung zur Unterzeichnung vor. Zuvor berichtete er ihm laut Aktenbogennotiz:

„Einer Meldung des 4. Korpskommando zufolge haben serbische Truppen von Donaudampfern bei Temes-Kubin gestern unsere Truppen beschossen und es entwickelte sich auf die Erwiderung des Feuers hin ein größeres Geplänkel. Die Feindseligkeiten sind hiermit tatsächlich eröffnet worden und es erscheint daher umso mehr geboten, der Armee in völkerrechtlicher Hinsicht jene Bewegungsfreiheit zu sichern, welche sie nur bei Eintritt des Kriegszustandes besitzt. …“

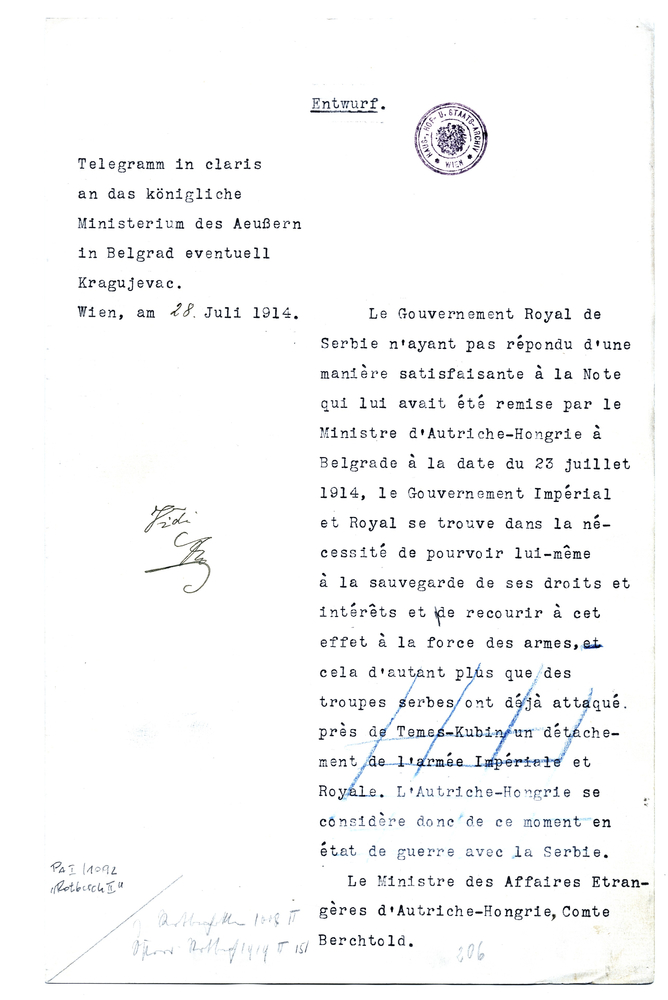
Entwurf der Kriegserklärung vom 27. Juli 1914 mit der Paraphe Kaiser Franz Josephs. Den Hinweis auf das Gefecht bei Temes Kubin hat Außenminister Berchtold nachträglich ausgestrichen und die Kriegserklärung in dieser eigenmächtig geänderten Fassung versandt.

Auch der dem Kaiser vorgelegte und von ihm unterzeichnete Entwurf des Textes der Kriegserklärung erwähnte diesen serbischen Angriff. Das Gefecht bei Temes Kubin (Kevevára) am Nordufer der Donau gegenüber Semendria (Smederevo) hat aber offenbar nicht stattgefunden; die diesbezügliche Meldung des IV. Korps nach Wien war falsch oder übertrieben. Am 26. Juli gab es lediglich das Anhalten eines Flussdampfers durch Eigenbeschuss der 14. Infanteriebrigade, der nach Abschluss einer Untersuchung wieder freigegeben wurde, und vom serbischen Semendria aus den Beschuss eigener Dampfer, die getroffen, aber nicht beschädigt wurden. Außenminister Berchtold strich die Passage über Temes Kubin nach seiner Rückkehr nach Wien am Morgen des 28. Juli 1914 noch vor Veröffentlichung der Kriegserklärung aus der vom Kaiser unterschriebenen Kriegserklärung heraus.
Am Nachmittag des 28. Juli wurde die Kriegserklärung Serbien telegrafisch im Umweg über Rumänien übermittelt. Erst im Laufe des 29. Juli, nachdem alles mit der „verbesserten“ Kriegserklärung seinen Lauf genommen hatte (und Kaiser Franz Josef zum Beispiel am 28. Juli König Carol von Rumänien telegrafiert hatte, dass er gezwungen sei, die Feindseligkeiten gegen Serbien zu eröffnen, nachdem diese nicht nur die Forderungen nicht erfüllten, sondern auch „ohne vorhergegangene Kriegserklärung ein Gefecht provoziert“ haben) meldete Berchtold dem Kaiser höchstpersönlich, dass „die Nachrichten von einem Gefecht bei Temes Kubin keine Bestätigung erfahren haben, hingegen bloß eine Einzelmeldung über ein geringfügiges Geplänkel bei Gradište vorlag“ und auf der vom Kaiser unterschriebenen Kriegserklärung nachträglich manipuliert wurde, worauf der Kaiser laut Äußerung seines Flügeladjutanten Maximilian von Catinelli äußerst ungehalten reagierte.
Dass es sich bei dem Vorgang um ein bewusstes Täuschungsmanöver Berchtolds gehandelte habe, wurde von einigen Zeitgenossen und Historikern behauptet, gilt heute aber als wenig wahrscheinlich. Der Kaiser musste nicht erst zum Krieg überredet werden, sondern war schon dazu entschlossen.
Für die Entscheidung zum Krieg innerhalb der österreichisch-ungarischen Führung war das Phantom-Gefecht daher letztlich nicht von großer Bedeutung.
Die Kriegserklärung Österreich-Ungarns an Serbien löste den Ersten Weltkrieg aus.